# Qualificazioni al campionato europeo femminile di calcio 1993
Le qualificazioni al campionato europeo femminile di calcio 1993 ebbero luogo dal 21 settembre 1991 al 14 novembre 1992. Videro coinvolte 23 squadre divise in otto gruppi. Le prime di ogni gruppo si qualificarono per i quarti dai quali uscirono le 4 qualificate alla fase finale.

## Gruppo 1
| Data              | Luogo     | Squadra 1 | Risultato | Squadra 2 |
| ----------------- | --------- | --------- | --------- | --------- |
| 29 settembre 1991 | Suhr      | Svizzera  | 0 - 10    | Norvegia  |
| 16 novembre 1991  | Anversa   | Belgio    | 0 - 0     | Svizzera  |
| 11 aprile 1992    | Pfäffikon | Svizzera  | 0 - 1     | Belgio    |
| 12 maggio 1992    | Aalst     | Belgio    | 0 - 0     | Norvegia  |
| 23 maggio 1992    | Geithus   | Norvegia  | 6 - 0     | Svizzera  |
| 7 ottobre 1992    | Oppegård  | Norvegia  | 8 - 0     | Belgio    |

| Pos | Squadra  | Pti | G | V | N | P | GF | GS |
| --- | -------- | --- | - | - | - | - | -- | -- |
| 1   | Norvegia | 7   | 4 | 3 | 1 | 0 | 24 | 0  |
| 2   | Belgio   | 4   | 4 | 1 | 2 | 1 | 1  | 8  |
| 3   | Svizzera | 1   | 4 | 0 | 1 | 3 | 0  | 17 |

Norvegia avanza ai quarti.

## Gruppo 2
| Data              | Luogo    | Squadra 1 | Risultato | Squadra 2 |
| ----------------- | -------- | --------- | --------- | --------- |
| 21 settembre 1991 | Tampere  | Finlandia | 1 - 1     | Danimarca |
| 16 ottobre 1991   | Aalborg  | Danimarca | 4 - 1     | Francia   |
| 2 maggio 1992     | Quimper  | Francia   | 0 - 4     | Danimarca |
| 9 maggio 1992     | Turku    | Finlandia | 1 - 1     | Francia   |
| 17 maggio 1992    | Hjørring | Danimarca | 5 - 0     | Finlandia |
| 27 settembre 1992 | Albi     | Francia   | 5 - 1     | Finlandia |

| Pos | Squadra   | Pti | G | V | N | P | GF | GS |
| --- | --------- | --- | - | - | - | - | -- | -- |
| 1   | Danimarca | 7   | 4 | 3 | 1 | 0 | 14 | 2  |
| 2   | Francia   | 3   | 4 | 1 | 1 | 2 | 7  | 10 |
| 3   | Finlandia | 2   | 4 | 0 | 2 | 2 | 3  | 12 |

Danimarca avanza ai quarti.

## Gruppo 3
| Data           | Luogo    | Squadra 1   | Risultato | Squadra 2   |
| -------------- | -------- | ----------- | --------- | ----------- |
| 18 aprile 1992 | Walsall  | Inghilterra | 1 - 0     | Scozia      |
| 17 maggio 1992 | Yeovil   | Inghilterra | 4 - 0     | Islanda     |
| 20 maggio 1992 | Perth    | Scozia      | 0 - 0     | Islanda     |
| 22 giugno 1992 | Akranes  | Islanda     | 2 - 1     | Scozia      |
| 19 luglio 1992 | Kopavogs | Islanda     | 1 - 2     | Inghilterra |
| 23 agosto 1992 | Perth    | Scozia      | 0 - 2     | Inghilterra |

| Pos | Squadra     | Pti | G | V | N | P | GF | GS |
| --- | ----------- | --- | - | - | - | - | -- | -- |
| 1   | Inghilterra | 8   | 4 | 4 | 0 | 0 | 9  | 1  |
| 2   | Islanda     | 3   | 4 | 1 | 1 | 2 | 3  | 7  |
| 3   | Scozia      | 1   | 4 | 0 | 1 | 3 | 1  | 5  |

Inghilterra avanza ai quarti.

## Gruppo 4
| Data              | Luogo   | Squadra 1 | Risultato | Squadra 2 |
| ----------------- | ------- | --------- | --------- | --------- |
| 23 ottobre 1991   | Palamós | Spagna    | 0 - 4     | Svezia    |
| 8 dicembre 1991   | Lucena  | Spagna    | 0 - 1     | Irlanda   |
| 22 marzo 1992     | Dublino | Irlanda   | 0 - 1     | Spagna    |
| 17 maggio 1992    | Borås   | Svezia    | 1 - 1     | Spagna    |
| 7 giugno 1992     | Dublino | Irlanda   | 0 - 1     | Svezia    |
| 20 settembre 1992 | Borås   | Svezia    | 10 - 0    | Irlanda   |

| Pos | Squadra | Pti | G | V | N | P | GF | GS |
| --- | ------- | --- | - | - | - | - | -- | -- |
| 1   | Svezia  | 7   | 4 | 3 | 1 | 0 | 16 | 1  |
| 2   | Spagna  | 3   | 4 | 1 | 1 | 2 | 2  | 6  |
| 3   | Irlanda | 2   | 4 | 1 | 0 | 3 | 1  | 12 |

Svezia avanza ai quarti.

## Gruppo 5
| Data              | Luogo        | Squadra 1   | Risultato | Squadra 2   |
| ----------------- | ------------ | ----------- | --------- | ----------- |
| 10 novembre 1991  | Edessa       | Grecia      | 0 - 0     | Romania     |
| 8 marzo 1992      | Komotini     | Grecia      | 0 - 3     | Paesi Bassi |
| 4 aprile 1992     | Valkenswaard | Paesi Bassi | 2 - 0     | Grecia      |
| 17 maggio 1992    | Craiova      | Romania     | 1 - 0     | Grecia      |
| 3 giugno 1992     | Drachten     | Paesi Bassi | 1 - 1     | Romania     |
| 23 settembre 1992 | Brașov       | Romania     | 0 - 0     | Paesi Bassi |

| Pos | Squadra     | Pti | G | V | N | P | GF | GS |
| --- | ----------- | --- | - | - | - | - | -- | -- |
| 1   | Paesi Bassi | 6   | 4 | 2 | 2 | 0 | 6  | 1  |
| 2   | Romania     | 5   | 4 | 1 | 3 | 0 | 2  | 1  |
| 3   | Grecia      | 1   | 4 | 0 | 1 | 3 | 0  | 6  |

Paesi Bassi avanzano ai quarti.

## Gruppo 6
| Data           | Luogo | Squadra 1  | Risultato | Squadra 2  |
| -------------- | ----- | ---------- | --------- | ---------- |
| 28 maggio 1992 | Sofia | Jugoslavia | 0 - 3     | Germania   |
| 28 giugno 1992 |       | Germania   | -         | Jugoslavia |

| Pos | Squadra    | Pti | G | V | N | P | GF | GS |
| --- | ---------- | --- | - | - | - | - | -- | -- |
| 1   | Germania   | 2   | 1 | 1 | 0 | 0 | 3  | 0  |
| 2   | Jugoslavia | 0   | 1 | 0 | 0 | 1 | 0  | 3  |

La seconda partita non fu giocata. Germania avanza ai quarti.

## Gruppo 7
| Data              | Luogo    | Squadra 1      | Risultato | Squadra 2      |
| ----------------- | -------- | -------------- | --------- | -------------- |
| 29 settembre 1991 | Gorlice  | Polonia        | 1 - 2     | Cecoslovacchia |
| 19 ottobre 1991   | Sulmona  | Italia         | 3 - 1     | Polonia        |
| 30 maggio 1992    | Púchov   | Cecoslovacchia | 0 - 3     | Italia         |
| 28 giugno 1992    | Rosznov  | Cecoslovacchia | 3 - 0     | Polonia        |
| 12 settembre 1992 | Jesolo   | Italia         | 2 - 2     | Cecoslovacchia |
| 27 settembre 1992 | Cracovia | Polonia        | 1 - 4     | Italia         |

| Pos | Squadra        | Pti | G | V | N | P | GF | GS |
| --- | -------------- | --- | - | - | - | - | -- | -- |
| 1   | Italia         | 7   | 4 | 3 | 1 | 0 | 12 | 4  |
| 2   | Cecoslovacchia | 5   | 4 | 2 | 1 | 1 | 7  | 6  |
| 3   | Polonia        | 0   | 4 | 0 | 0 | 4 | 3  | 12 |

Italia avanza ai quarti.

## Gruppo 8
| Data              | Luogo            | Squadra 1        | Risultato | Squadra 2 |
| ----------------- | ---------------- | ---------------- | --------- | --------- |
| 6 ottobre 1991    | Unione Sovietica | Unione Sovietica | 2 - 1     | Ungheria  |
| 27 ottobre 1991   | Pernik           | Bulgaria         | 0 - 1     | Ungheria  |
| 17 maggio 1992    | Budapest         | Ungheria         | 0 - 0     | Russia    |
| 31 maggio 1992    | Seghedino        | Ungheria         | 3 - 0     | Bulgaria  |
| 30 giugno 1992    | Russia           | Russia           | 3 - 0     | Bulgaria  |
| 27 settembre 1992 | Kustendil        | Bulgaria         | 1 - 2     | Russia    |

| Pos | Squadra  | Pti | G | V | N | P | GF | GS |
| --- | -------- | --- | - | - | - | - | -- | -- |
| 1   | Russia   | 7   | 4 | 3 | 1 | 0 | 7  | 2  |
| 2   | Ungheria | 5   | 4 | 2 | 1 | 1 | 5  | 2  |
| 3   | Bulgaria | 0   | 4 | 0 | 0 | 4 | 1  | 9  |

Russia avanza ai quarti.

## Quarti di finale
| Squadra 1 | Totale | Squadra 2   | Andata | Ritorno |
| --------- | ------ | ----------- | ------ | ------- |
| Norvegia  | 6 - 0  | Paesi Bassi | 3 - 0  | 3 - 0   |
| Russia    | 0 - 7  | Germania    | 0 - 7  | 0 - 0   |
| Svezia    | 2 - 3  | Danimarca   | 1 - 2  | 1 - 1   |
| Italia    | 6 - 2  | Inghilterra | 3 - 2  | 3 - 0   |

### Andata
| Arbitro: | Nemus Djurhuus |

|                                  |           |  |
| Hegstad 50’ Riise 53’ Krokan 61’ | Marcatori |  |

| Arbitro: | Daniel Roduit |

|  |           |                                                              |
|  | Marcatori | 5’, 17’ Voss 16’ Neid 19’, 79’ Unsleber 42’ Grigoli 71’ Mohr |

| Arbitro: | Wojciech Rudy |

|             |           |                             |
| Andelén 10’ | Marcatori | 14’ Rasmussen 78’ M. Jensen |

| Arbitro: | Gilles Veissière |

|                             |           |                       |
| Morace 37’, 43’ Fiorini 54’ | Marcatori | 73’ Walker 78’ Spacey |

### Ritorno
| Arbitro: | José Pratas |

|  |           |                                              |
|  | Marcatori | 54’ (aut.) Bampton 55’ (aut.) Law 79’ Morace |

| Arbitro: | Leon Schelings |

|               |           |              |
| Rasmussen 33’ | Marcatori | 30’ Videkull |

| Arbitro: | Gerd Grabher |

|  |           |                                    |
|  | Marcatori | 30’ Riise 37’ Medalen 52’ Svensson |

| Rheine 14 novembre 1992 | Germania       | 0 – 0 referto | Russia | Jahnstadion (2.431 spett.)\| Arbitro: \| Frank McDonald \| |
| Arbitro:                | Frank McDonald |               |        |                                                            |

Norvegia, Danimarca, Italia, Germania qualificate.